# Rjava trnovka
Rjava trnovka (znanstveno ime Picromerus bidens) je plenilska stenica, ki jo natančneje uvrščamo v družino ščitastih stenic, razširjena po večjem delu Palearktike, od 64º severne zemljepisne širine do Severne Afrike in od Britanskega otočja do Kitajske. Vnešena je bila tudi v Severno Ameriko, verjetno večkrat ločeno. V Sloveniji je razširjena predvsem v zahodnem delu države. Prepoznavna je predvsem po trnih, ki izraščata ob strani oprsja, in razmeroma monotoni rjavi obarvanosti, po čemer je dobila tudi slovensko ime. Napada v glavnem gosenice metuljev, prehranjuje pa se lahko tudi z mnogo drugimi vrstami plena, npr. ličinkami hroščev in rastlinojedih kožekrilcev. Trenutno preučujejo možnost uporabe rjave trnovke za biološki nadzor škodljivcev, predvsem gosenic, ki povzročajo odpadanje listov, vendar je njena uporabnost vprašljiva zaradi raznolikosti plena in počasnega razmnoževanja.
Živi v vlažnih in suhih gozdovih ter grmovju; najraje ima gosto zarasla območja z olesenelimi rastlinami, najti pa jo je mogoče tudi na zelnatih rastlinah.
Za razvojni krog te vrste v zmernem pasu je značilno, da ima na leto samo eno generacijo. To je posledica tega, da samice poleti ne izlegajo jajčec. To prepreči da bi se ličinke izlegle jeseni, ko bi imele premalo časa da dovolj zrastejo da bi lahko preživele zimo. Jeseni izlegla jajčeca namreč pozimi mirujejo, določeno obdobje mraza je potrebno da se jajčeca sploh pričnejo razvijati ob otoplitvi, kar zagotovi da se ličinke izležejo spomladi. Vendar pa se del ličink lahko razvije iz jajčec tudi brez mraza in take ličinke bi poginile če bi samica izlegla jajčeca poleti. V kontroliranih pogojih so ugotovili, da morajo jajčeca mirovati vsaj en mesec na temperaturi blizu ledišča preden se lahko razvoj nadaljuje. Po izvalitvi iz jajčeca gre žival skozi pet stadijev ličinke, vsak izmed katerih traja približno en teden (odvisno tudi od temperature - ).